# おうし座27番星
おうし座27番星(27 Tauri)は、おうし座の恒星でプレアデス星団に属している。

## 概要
プレアデス星団の輝星の中でも明るいものの一つで三重星。青色巨星の主星Aはそれ自体が分光連星で、+3.84等級と+5.46等級の恒星で構成されている。主星から0.4秒離れて見える+6.8等級のA型スペクトルの伴星とも連星系を成しており、少なくとも52au離れた軌道を150年以上かけて周回している。

## 名称
固有名のアトラス (Atlas) は、ギリシャ神話に登場するプレイアデスの父で、ティーターン親族の一人アトラースの名前に因んでいる。2016年8月21日、国際天文学連合の恒星の固有名に関するワーキンググループは、Atlas をおうし座27番星の固有名として正式に承認した。